# Křížový
Křížový je přírodní památka jižně od obce Ratiboř v okrese Vsetín. Oblast spravuje Krajský úřad Zlínského kraje.

## Předmět ochrany
Důvodem ochrany je zachování skalních výchozů – svahového mrazového srubu s navazující kryoplanační terasou, úpatní haldou a s balvanitým proudem, zbytku přirozeného bukového lesa s klenem s výskytem vzácné fauny, zejména holuba doupňáka, datla černého, čápa černého a netopýrů. Přírodní památka se nachází v jihovýchodním svahu stejnojmenného 670 metrů vysokého vrchu spadajícího do Hostýnsko-vsetínské hornatiny.

## Galerie

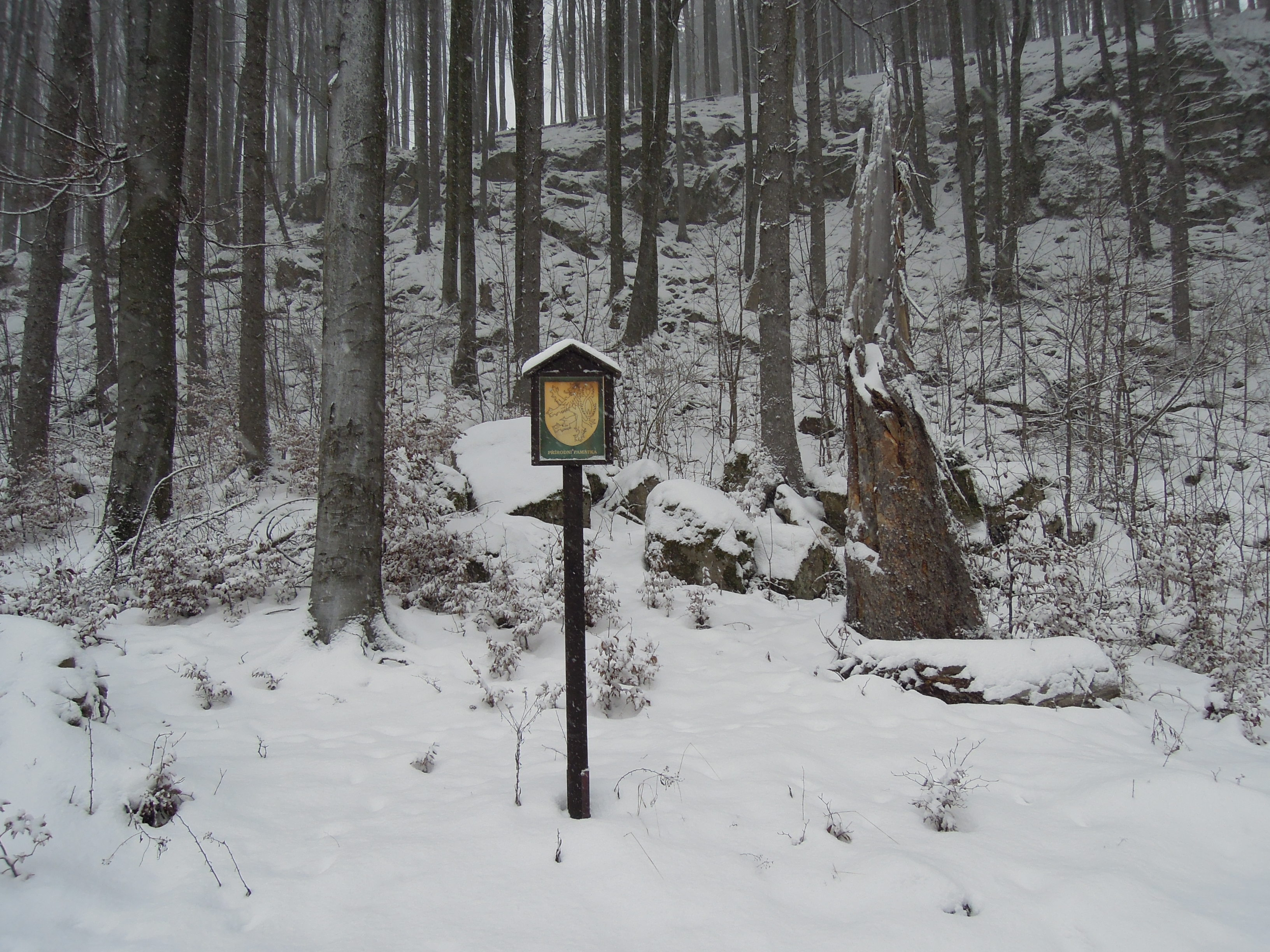
Skalní výchozy a část bukového lesa
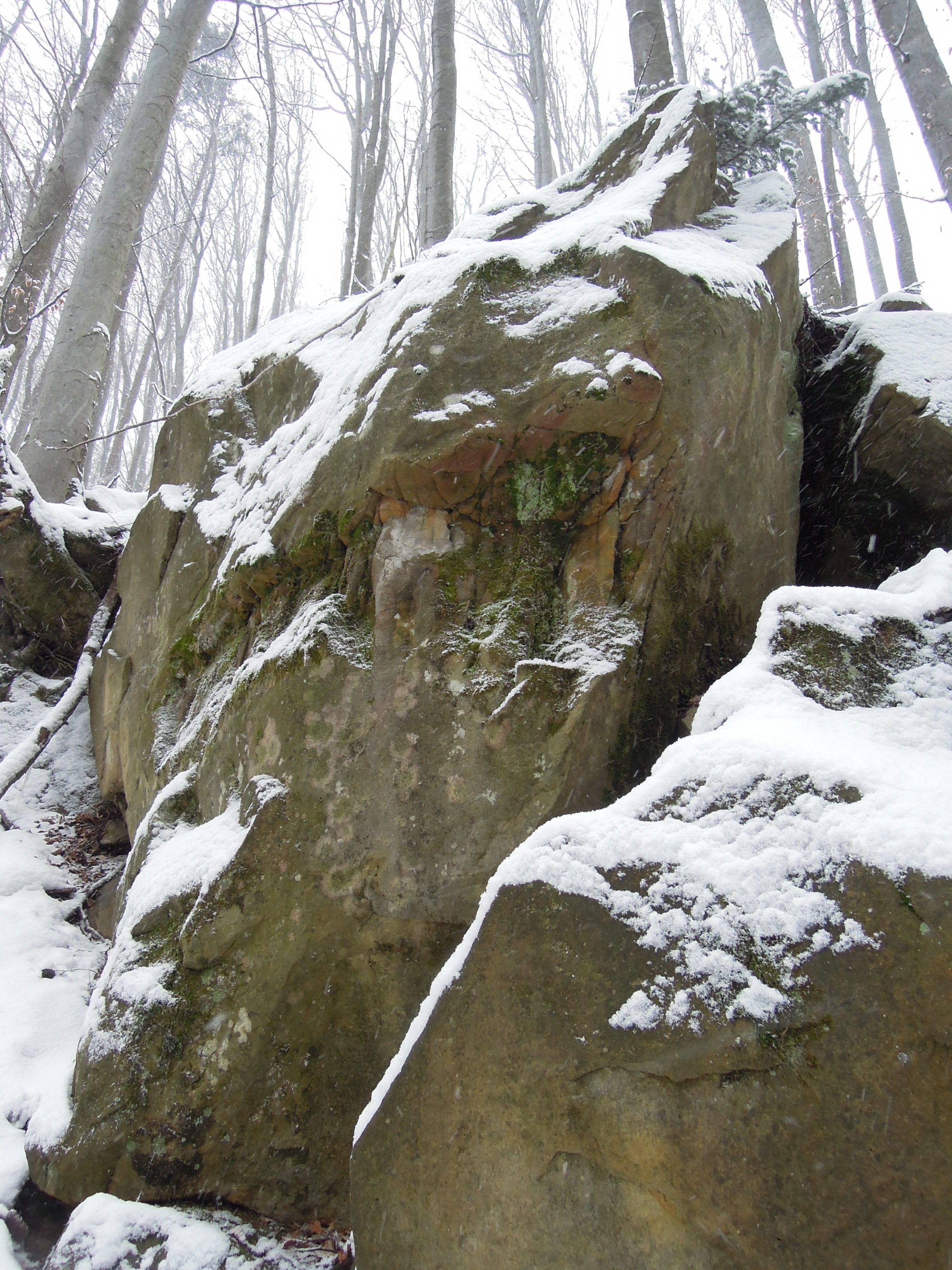
Skalní výchoz
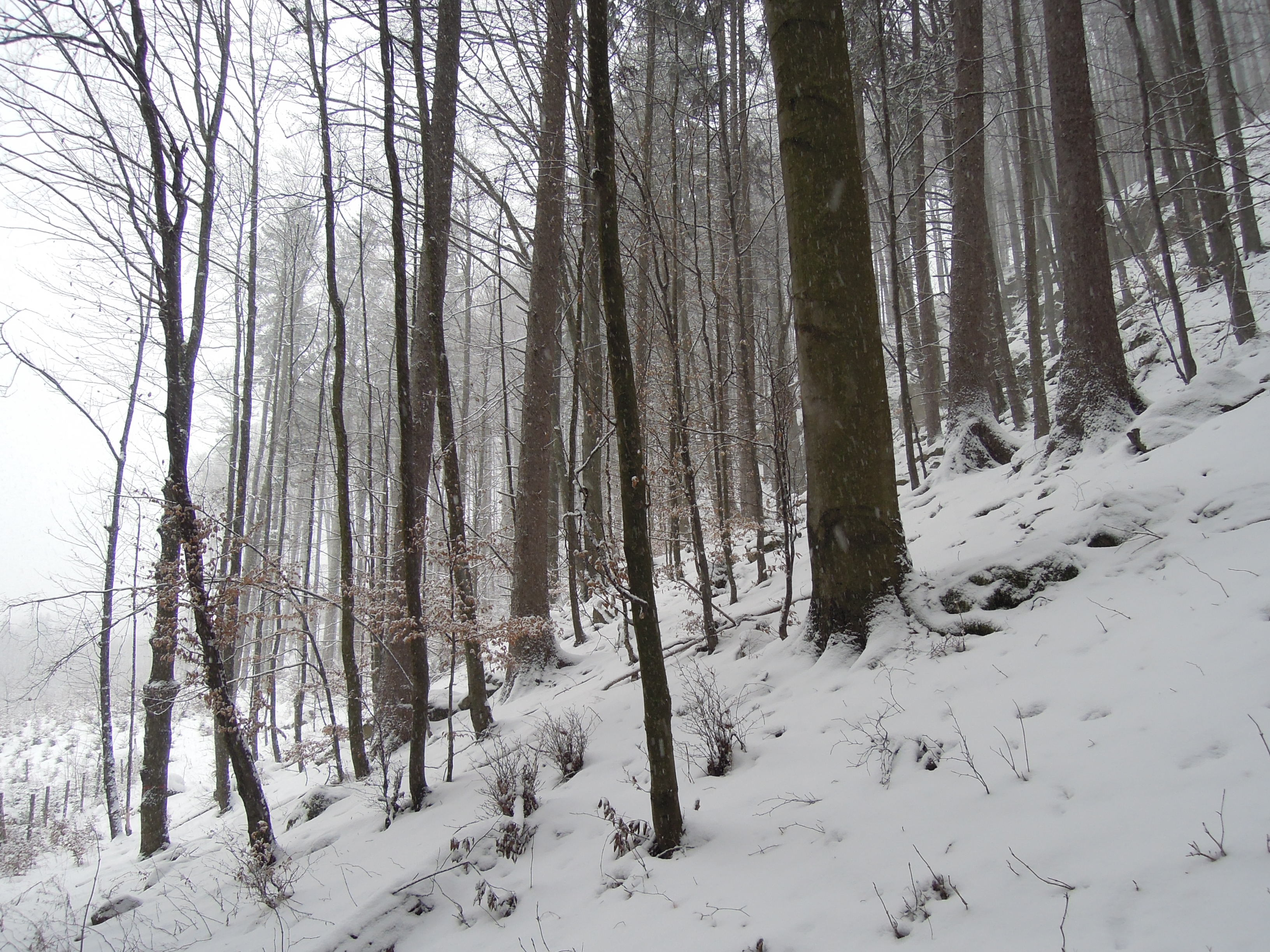
Lesní porost